# Little Bighorn
|  | Per a altres significats, vegeu «Batalla de Little Bighorn». |

El Little Bighorn és un riu d'unes 138 milles de llargària (222 km) afluent del riu Bighorn que discorre pels estats de Montana i Wyoming. La batalla de Little Bighorn es va lliurar en les seves ribes en 1876, així com la batalla de Crow Agency el 1887.
El Little Bighorn davalla per l'extrem nord de Wyoming, al llarg del vessant nord de les muntanyes Bighorn. Flueix cap al nord, travessant la frontera amb Montana i, a la reserva Crow, banya les poblacions de Wyola, Lodge Grass i Crow Agency, i conflueix amb el Bighorn prop de la ciutat de Hardin (Montana).
El lloc de la batalla, ara inclòs en els terrenys denominats Little Bighorn Battlefield National Monument, és a unes cinc milles al sud de Crow Agency, al costat oriental del riu.

## Etimologia i denominacions
El 1859, W.F. Reynolds va encapçalar una expedició pel riu Big Horn fins a la desembocadura a Big Horn Canyon, i després cap alsud-est al llarg de la base de les Big Horn Mountains. Acamparen al Big Horn just sota la boca del Little Bighorn el 6 de setembre de 1859. Ell va anotar en el seu diari per a aquest dia que el nom indígena del riu Big Horn, en la qual el Little Bighorn buida, és Ets-pot-agie, o «riu de les muntanyes d'ovelles», i això generà el nom de Little Big Horn, Ets-pot-agie-cate, o «petit riu de les muntanyes d'ovelles». Els caçadors que van arribar a les muntanyes de Big Horn en l'època de captura de pells van continuar l'ús de la traducció en anglès dels noms indis, i els noms dels dos rius han perdurat al llarg del temps.
El riu Little Bighorn té tres variants oficials per al seu nom, incloent Little Horn River, Custer River i Great Horn River.
En lakota, el riu Little Bighorn es diu Pȟežísla Wakpa.